# 南美鏟鼻鯰
南美鏟鼻鯰（學名：Listrura tetraradiata），為輻鰭魚綱鯰形目毛鼻鯰科的其中一種。分布於南美洲巴西Ibicuíba河流域，體長可達4.4公分，棲息在沙石底質、森林覆蓋的溪流底層水域，生活習性不明。